# Igor Mazur
Igor Mazur (în rusă Игорь Леонидович Мазур) (n. 29 ianuarie 1967, orașul Dubăsari, RSS Moldovenească) este un om politic al auto-proclamatei Republici Moldovenești Nistrene, care îndeplinește în prezent funcția de primar al orașului Dubăsari și șef al Administrației de Stat a raionului Dubăsari.

## Biografie
Igor Mazur s-a născut la data de 29 ianuarie 1967, în orașul Dubăsari din RSS Moldovenească), într-o familie de etnie ucraineană. Și-a efectuat stagiul militar obligatoriu în Armata Sovietică (1985-1987), apoi a lucrat ca strungar la Uzina de Construcții de Mașini din Dubăsari și la portul naval din Nikolaev. În anul 1988, a devenit inspector și inspector-general al Oficiului Vamal din Nikolaev.
În anul 1994 a absolvit cursurile Institutului de Construcții Navale din Nikolaev, devenind inginer mecanic. Începând din 1995 lucrează în cadrul organelor vamale ale auto-proclamatei Republici Moldovenești Nistrene, îndeplinind următoarele funcții: inspector, inspector superior, șeful Punctului Vamal din satul Goianul Nou, Stînga Nistrului. În anul 2003 devine șef al Oficiului Vamal din orașul Dubăsari, fiind înaintat la gradul de locotenent-colonel al serviciului vamal (din 2005).
În ianuarie 2007, Igor Mazur este numit șef al Administrației de Stat al raionului Dubăsari și primar al orașului Dubăsari. 
În anul 2008, Uniunea Europeană l-a inclus pe o listă a transnistrenilor cărora li s-a interzis călătoria în spațiul UE, fiind considerat răspunzător de conceperea și punerea în practică a campaniei de intimidare și închidere a școlilor moldovene cu grafie latină din regiunea Transnistria din Republica Moldova .
Igor Mazur a fost decorat cu următoarele distincții: Ordinul "Gloria muncii", Medalia "Pentru serviciu ireproșabil" clasele a II-a și a III-a, medalii aniversare etc. El este căsătorit și are trei copii. 